# 新潟大学の人物一覧
新潟大学の人物一覧（にいがただいがくのじんぶついちらん）は、新潟大学に関係する人物の一覧記事。

## 教員
- 四宮和夫 - 法文学部教授
- 成嶋隆 - 法学部名誉教授、日本教育法学会会長
- 家富洋 - 大学院自然科学研究科教授
- 鈴木正朝 - 大学院実務法学研究科教授
- 小野寺理 - 脳研究所・生命科学リソース研究センター教授
- 春日健作 - 脳研究所・生命科学リソース研究センター助教
- 小池佑佳 - 脳研究所・生命科学リソース研究センター博士研究員
- 小林昌二 - 人文学部名誉教授、新潟史学会会長
- 須貝章弘 - 脳研究所・生命科学リソース研究センター助教
- 照光真 - 脳研究所・統合脳機能研究センター准教授
- 中田力 - 脳研究所・統合脳機能研究センター長・教授、文科省中核的研究拠点（COE）、fMRIの世界的権威
- 中田瑞穂 - 初代脳研究所　所長、日本の脳神経外科学の開拓者、紫綬褒章、文化功労者、日本学士院会員、ホトトギス派の俳人
- 荻美津夫 - 人文学部教授、新潟史学会会長
- 藤田恒夫 - 新潟大学医学部教授、医学部卒業
- 前田健康 - 大学院医歯学総合研究科教授、歯学部卒業
- 齊藤力 - 大学院医歯学総合研究科教授、日本顎変形症学会理事長
- 桜内文城 - 経済学部准教授
- 瀬尾憲司 - 大学院医歯学総合研究科教授
- 谷喬夫 - 法学部教授
- 古厩忠夫 - 人文学部名誉教授、新潟史学会会長
- 赤澤計眞 -人文学部教授、新潟史学会会長
- 矢田俊文 - 人文学部教授、新潟史学会会長
- 芳井研一 - 人文学部名誉教授、新潟史学会会長
- 吉江弘正 - 医歯学総合研究科摂食環境制御学講座歯周診断・再建学分野教授。元日本歯周病学会理事長。

## 著名な出身者
新潟大学出身者のうち新潟大学の教員である人物は前項に記した。

### 政治
- 臼木秀剛 - 国民民主党衆議院議員
- 貝沼次郎 - 元衆議院決算委員長、元公明党副委員長、元公明党衆議院議員
- 栗原博久 - 元農林水産副大臣、元環境政務次官、元自由民主党衆議院議員
- 西村智奈美 - 元厚生労働副大臣、元外務大臣政務官、立憲民主党前幹事長、衆議院議員
- 森裕子 - 元文部科学副大臣、元自由党幹事長、立憲民主党元参議院議員
- 渡辺創 - 立憲民主党衆議院議員
- 君健男 - 元新潟県知事、元自由民主党参議院議員、旧制新潟医科大学卒
- 市川昭男 - 元山形市長、元山形市助役
- 稲田亮 - 見附市長、元国土交通省港湾局クルーズ振興室長、元中津市副市長
- 斎藤昌朗 - 寒河江市長
- 水野達夫 - 滑川市長

### 行政・法曹
- 寺尾正大 - 警視庁生活安全部長、警視庁警察学校長
- 伊藤雅治 - 厚生労働省医政局長、全国社会保険協会連合会理事長
- 麦谷眞里 - 厚生労働省大臣官房審議官、東京医科大学教授、学校法人ありあけ国際学園理事長、マジシャン
- 宮村達男 - 国立感染症研究所長、厚生労働省厚生科学審議会会長代理
- 櫻井孝 - 特許庁特許技監、工業所有権協力センター副理事長
- 東海林克彦 - 環境省生物多様性センター長、東洋大学副学長、日本愛玩動物協会会長
- 岩崎恵美子 - 仙台市副市長、厚生労働省仙台検疫所長
- 須藤修一 - 茨城県土木部長、茨城ポートオーソリティ副社長
- 出野勉 - 静岡県副知事、元富士山静岡空港社長
- 味岡申宰 - 弁護士、新潟水俣病裁判の被害者弁護団の一人
- 村山弘義 - 東京高等検察庁検事長、最高検察庁公安部長、日本相撲協会副理事長

### 経済
- 芦田晃輔 - 秋田銀行代表取締役頭取
- 五十嵐博 - 電通グループ代表取締役社長執行役員、日本広告業協会理事長、元電通代表取締役、
- 猪俣博 - 日立メディコ社長、日本医療機器産業連合会副会長、日本画像医療システム工業会会長
- 小川徳男 - トヨタ輸送社長、トヨフジ海運社長、日本陸送協会会長、ペンシルバニア大学名誉博士
- 小日向久治 - アルバック社長、日本真空工業会会長
- 木村一義 - 日興コーディアルグループ共同会長、日興コーディアル証券会長、ビックカメラ社長、コジマ会長兼社長
- 近藤史朗 - リコー社長CEO、日本バリュー・エンジニアリング協会会長、東北電力取締役
- 齊藤元章 - PEZY Computing創業者、ExaScaler会長、日本イノベーター大賞
- 寺下薫 - クリエイトキャリア代表、元サイバー大学客員講師、ビジネス書作家
- 戸田大介 - bondavi株式会社社長
- 中山輝也 - キタック創業者、知足美術館館長、渋沢栄一賞
- 長谷川隆代 - SWCC（旧昭和電線ホールディングス）社長
- 増田宏一 - あずさ監査法人代表社員、日本公認会計士協会会長、エーザイ取締役監査委員長
- 松田譲 - 協和発酵キリン社長、日本製薬団体連合会副会長、日本農芸化学会副会長
- 三輪正明 - 北越製紙社長
- 森俊三 - 信越化学工業社長、塩ビ工業・環境協会会長
- 森正勝 - アクセンチュア社長、国際大学学長、立命館大学客員教授、公認会計士

### 文化・芸能
- 青山美保 - テレビ岩手元アナウンサー
- 飛鳥部勝則 - 小説家
- 池田麻美 - 青森テレビアナウンサー
- 井上浩輝 - 写真家
- 岡田光司 - 写真家
- Kaede - 女性アイドルグループNegicco、工学部卒業。
- 黒口啓一郎 - 元テレビ金沢アナウンサー、記者
- 佐渡未来 - 女優、歌手
- しんがぎん - 漫画家
- 曾我健 - 財団法人NHK交響楽団顧問（元：NHK解説委員）
- 高橋実桜 - フードファイター、大学院に在学中
- 武田のぞみ - テレビユー福島アナウンサー
- たつろう - お笑い芸人
- 立川らく萬 - 落語家
- 段躍中 - 活動家、日本僑報出版社編集長
- 中澤きみ子 - ヴァイオリニスト
- 永宝千晶 - 声優、ミュージカル女優
- 中野知美 - フリーアナウンサー
- 林桂 - 俳人
- 増井修 - 音楽評論家、元ロッキング・オン編集長
- 増田和也 - テレビ東京アナウンサー
- 安田弘之 - 漫画家
- 大塩綾子 - 新潟放送アナウンサー
- 叶多栞 - フリーアナウンサー（山梨放送元アナウンサー、BBS新潟に所属[1]）
- 谷碧 - グラビアモデル／タレント

### スポーツ
- 石塚正人 - ハンドボール選手
- 小日向謙一 - ボート競技アトランタオリンピック代表
- 出来島桃子 - クロスカントリースキートリノパラリンピック代表、工学部卒業
- 星野純子 - モーグルソチオリンピック代表、人文学部卒業
- マッスル坂井 - プロレスラー、大学院技術経営研究科修了
- 高橋一哉 - 日本中央競馬会 (JRA)調教師

### 研究者・技術者
- 青柳卓雄 - 日本光電工業青柳研究室長。パルスオキシメーター発明者。紫綬褒章。
- 阿部大樹 - 精神科医、翻訳家。
- 荒川正昭 - 元新潟大学学長、元大学入試センター理事長。医学部卒業。
- 荒木田岳 - 福島大学行政政策学類准教授。歴史学者。大学院法学研究科修了。
- 池上裕子 - 成蹊大学文学部名誉教授。歴史学者。角川源義賞。人文学部経済学科卒業。
- 五十田博 - 京都大学生存圏研究所教授。建築学者。日本建築学会賞。工学部建築学科卒業。
- 犬塚貴 - 岐阜大学医学部教授。医学部卒業。
- 今村哲也 - 明治大学法科大学院教授。行政法学者。人文学部法学科卒業。
- 岩野君夫 - 秋田県立大学生物資源学部教授。元国税庁醸造研究所室長。農学部卒業。
- 岩間厚志 - 東京大学医科学研究所副所長。医学部卒業。
- 牛木辰男 - 新潟大学学長、国立大学協会副会長。元日本顕微鏡学会会長。
- 金澤寛明 - 静岡県立大学教授、トヨタ看護専門学校長。医学部卒業。
- 唐木清志 - 筑波大学教授。教育学部卒業。
- 楠原彰 - 國學院大學名誉教授、教育学者。
- 黒川伸一 - 旭川大学経済学部教授、大学院現代社会研究科修了。
- 後藤鉄男 - 日本大学理工学部教授、物理学者。
- 小山内康人 - 九州大学名誉教授。元日本鉱物科学会会長。元南極地域観測隊隊長。地質学者。理学部卒。
- 近藤十郎 - 同志社女子大学名誉教授、梅花学園学園長。人文学部人文科学科英文学専攻卒。
- 佐藤拓朗 - 早稲田大学理工学術院教授、元日本シミュレーション学会会長。通信工学。
- 佐藤将之 - 早稲田大学人間科学学術院教授。建築学。
- 佐藤矩行 - 京都大学名誉教授。紫綬褒章。生物学。
- 里麻静夫 - 中央大学教授。英文学者。人文学部卒業。
- 志賀浩二 - 東京工業大学名誉教授。日本数学会出版賞。微分位相幾何学。
- 白岩善博 - 筑波大学名誉教授、元マリンバイオテクノロジー学会会長。植物学者。
- 諏訪春雄 - 学習院大学名誉教授、元国際浮世絵学会理事長。人文学部卒業。
- 鈴木厚人 - 元高エネルギー加速器研究機構長、元東北大学副学長、文化功労者。日本学士院賞、紫綬褒章、ブルーノ・ポンテコルボ賞。
- 鈴木雅之 - 京都大学名誉教授、元イギリス・ロマン派学会会長。英文学者。英文科卒。
- 田中圭一 - 筑波大学教授、角川源義賞、日本史専攻。
- 谷均史 - 医師。淀川キリスト教病院非常勤医師。探偵!ナイトスクープの医学担当。
- 田村貞雄 - 早稲田大学名誉教授。人文学部卒業。
- 寺田員人 - 日本歯科大学新潟生命歯学部歯科矯正学講座教授。 大学院歯学研究科修了。
- 富山栄子 - 事業創造大学院大学副学長、日本精機取締役。
- 中野雅至 - 兵庫県立大学大学院応用情報科学研究科教授。
- 中村健也 - 自動車工学者～トヨタ自動車主査（日本の乗用車開発に寄与）
- 西澤昭夫 - 東北大学名誉教授、元日本ベンチャー学会会長。Bayh-Dole Award受賞（日本人初）。
- 藤江幸一 - 千葉大学理事、千葉大学学術研究・イノベーション推進機構長、元環境科学会会長。環境工学者。
- 藤木久志 - 立教大学名誉教授。歴史学者。
- 本多淳裕 - 大阪市立大学工学部教授、紫綬褒章、環境工学者。
- 山田一尋 - 松本歯科大学歯科矯正学講座教授。
- 山田剛志 - 成城大学法学部教授、トップカルチャー監査役、日本瓦斯監査役、弁護士。商法学。
- 渡部重十 - 北海道大学理学研究院名誉教授、元地球電磁気・地球惑星圏学会会長 大学院修士課程修了。
- 横山正松 - 核戦争防止国際医師会議（International Physicians for the Prevention of Nuclear War: IPPNW）1985年にノーベル平和賞を受賞。代表者の1人として氏名が記載されている(Dr. Shomatsu Yokoyama)[2]

### その他
- 近藤亨 - NPO法人ネパール・ムスタン地域開発協力会理事長。新潟県立農林専門学校（現在の農学部）卒業。元農学部助教授。
- 下川友也 - 牧師
- 本間太希 - ウェブデザイナー、ブイロガー。1型糖尿病患者。

## 著名な関係者
- 荻野久作 - 旧制新潟医科大学で排卵周期に関する研究を行った医師。オギノ式で知られる。
- 野坂昭如 - 旧制新潟高等学校1年修了で学制改革により新制新潟大学教育学部1年になるが中退、早稲田大学に入学し中退。文筆家。第58回直木賞受賞。
- 多田雄幸 - 旧制新潟高等学校卒。ヨットマン。世界一周単独ヨットレースの初代優勝者。